# Мала Андрієвка (Нижньоломовський район)
Мала Андрі́євка (рос. Малая Андреевка) — присілок у складі Нижньоломовського району Пензенської області, Росія.
Населення — 77 осіб (2010; 87 у 2002).
Національний склад станом на 2002 рік:
- росіяни — 99 %